# ریکو آیلسورت
ریکو ام. آیلسورت (به انگلیسی: Reiko M. Aylesworth) (زاده ۹ دسامبر ۱۹۷۲) بازیگر سینما و تلویزیون آمریکایی است.

## فیلم‌شناسی
او به خاطر بازی نقش میشل دسلر در سریال ۲۴ شناخته شده‌است.
از دیگر فیلم‌ها یا برنامه‌های تلویزیونی که وی در آن نقش داشته‌است می‌توان به قلب تصادفی، بیگانه علیه غارتگر ۲ اشاره نمود.